# (181902) 1999 RD215
(181902) 1999 RD215, também escrito como (181902) 1999 RD215, é um objeto transnetuniano (TNO) que está localizado no disco disperso, uma região do Sistema Solar. O mesmo possui uma magnitude absoluta (H) de 7,4 e, tem um diâmetro com cerca de 146 km, por isso existem poucas chances que possa ser classificado como um planeta anão, devido ao seu tamanho relativamente pequeno.

## Descoberta
(181902) 1999 RD215 foi descoberto no dia 06 de setembro de 1999 por Chadwick Trujillo, Jane Luu e David Jewitt.

## Órbita
A órbita de (181902) 1999 RD215 tem uma excentricidade de 0.693, possui um semieixo maior de 122.464 UA e um período orbital de cerca de 1.338,4  anos. O seu periélio leva o mesmo a uma distância de 37.651 UA em relação ao Sol e seu afélio a 207.278 UA.